# ماراثون بيونغ يانغ
ماراثون بيونغ يانغ الدولي أو المعروف سابقًا باسم ماراثون مانجيونجداي برايز الدولي، هو سباق ماراثون سنوي يقام كل شهر أبريل في بيونغ يانغ، عاصمة كوريا الشمالية.
أقيم الماراثون لأول مرة في عام 1981 للرجال، وتم إطلاق الحدث النسائي في عام 1984. كان سباق عام 2009 هو الحدث الثاني والعشرون. تم فتح المنافسة للعدائين الدوليين مرة أخرى في عام 2000. يبدأ السباق وينتهي في ملعب رونغنادو ماي داي أو ملعب كيم إيل سونغ ويمتد على طول نهر تايدونج . 
أقيم السباق في عام 2012 كجزء من احتفالات مرور 100 عام على ميلاد كيم إيل سونغ.
كان ماراثون 2015 مغلقًا في البداية أمام الأجانب بسبب المخاوف بشأن مرض فيروس الإيبولا، ولكن هذا القرار تم التراجع عنه منذ ذلك الحين بعد إعادة فتح الحدود مع كوريا الشمالية في مارس 2015.
في عام 2020، أُعلن أنه سيتم إلغاء الماراثون لهذا العام بسبب تفشي فيروس كورونا المستمر في الصين .  تم إلغاء إصدار 2021 أيضًا لنفس السبب  بالإضافة إلى إصدار 2022. 
تم استئناف الماراثون في عام 2025. 